# Mecaphesa insulana
Mecaphesa insulana là một loài nhện trong họ Thomisidae.
Loài này thuộc chi Mecaphesa. Mecaphesa insulana được Eugen von Keyserling miêu tả năm 1890.